# NGC 5439
NGC 5439 é uma galáxia espiral (Sbc) localizada na direcção da constelação de Canes Venatici. Possui uma declinação de +46° 18' 41" e uma ascensão recta de 14 horas, 01 minutos e 57,5 segundos.
A galáxia NGC 5439 foi descoberta em 9 de Junho de 1883 por Lewis A. Swift.